# 托斯滕·阿爾比希
托斯滕·阿爾比希（Torsten Albig，1963年5月25日—）是德國的一位政治人物，他是德國社會民主黨黨員。自2012年，他擔任石勒苏益格-荷尔斯泰因州州长。他已經結婚並且有兩個孩子。